# Procesul de afaceri
Un proces de afaceri, o metodă de afaceri sau o funcție de afaceri este un ansamblu de activități sau sarcini structurate, legate între ele, executate de persoane sau echipamente, în care o anumită secvență produce un serviciu sau un produs (servește unui anumit obiectiv de afaceri) pentru unul sau mai mulți clienți. Procesele de afaceri apar la toate nivelurile organizaționale și pot sau nu să fie vizibile pentru clienți  . Un proces de afaceri poate fi adesea vizualizat (modelat) ca o organigramă a unei secvențe de activități cu puncte de decizie intercalate sau ca o matrice de proces a unei secvențe de activități cu reguli relevante, bazate pe datele din proces   . Printre beneficiile utilizării proceselor de afaceri se numără o mai bună satisfacție a clienților și îmbunătățirea capacității de reacție la schimbările rapide de pe piață .  Organizațiile orientate spre proces depășesc limitele impuse de către departamentele structurale și încearcă să evite separarea funcțiilor administrative.

## Prezentare generală
Procesul de afaceri începe cu un obiectiv procedural (un eveniment extern) și se încheie cu realizarea obiectivului de afaceri, adică furnizarea unui rezultat care să ofere valoare clientului. De asemenea, un proces poate fi împărțit în sub-procese (descompunerea procesului), care reprezintă funcțiile interne, specifice procesului. Totodată, procesele de afaceri pot avea un proprietar de proces, o parte responsabilă pentru a se asigura că procesul se desfășoară fără probleme, de la început până la sfârșit.
În linii mari, conform lui von Rosing și colaboratorilor, procesele de afaceri pot fi organizate în trei categorii:
1. Procesele operaționale, care constituie activitatea de bază și creează fluxul principal de valoare, de exemplu, preluarea comenzilor de la clienți, deschiderea unui cont și fabricarea unei componente.
2. Procesele de management, procesele care monitorizează procesele operaționale, inclusiv guvernanța corporativă, supravegherea bugetară și a angajaților.
3. Procese de sprijin, care susțin procesele operaționale principale, de exemplu, contabilitate, recrutare, call center, suport tehnic și protecția muncii.

O abordare puțin diferită a acestor trei tipuri de procese este dată de Kirchmer:
1. Procesele operaționale, care se ocupă de executarea corectă a sarcinilor operaționale ale unei entități comerciale; acesta este punctul în care angajații „își fac treaba”.
2. Procesele de management, care asigură desfășurarea adecvată a proceselor operaționale; acesta este punctul în care managerii „asigură eficiența și eficacitatea proceselor de lucru”.
3. Procesele de guvernanță corporativă, care se asigură că entitatea funcționează în deplină conformitate cu reglementările și indicațiile legale necesare, cât și cu așteptările asociaților; acesta este punctul în care directorii se asigură că sunt respectate „regulile și indicațiile pentru succesul afacerii”.

Un proces de afaceri complex poate fi descompus în mai multe sub-procese, care au propriile lor atribute, dar care contribuie, de asemenea, la atingerea obiectivului general al afacerii. Analiza proceselor de afaceri include, de obicei, maparea sau modelarea proceselor și sub-proceselor până la nivel de activitate/sarcină. Procesele pot fi modelate prin intermediul unui număr mare de metode și tehnici. De exemplu, Notația Modelării Proceselor de Afaceri (Business Process Modeling Notation⁠(d)) este o tehnică de modelare a proceselor de afaceri care poate fi utilizată pentru a schița procesele de afaceri astfel încât fluxul de lucru să fie ușor de vizualizat   . În timp ce exista utilitate în descompunerea proceselor în tipuri de procese și categorii, acest lucru trebuie să se desfășoare cu foarte mare atenție, întrucât pot exista suprapuneri. În cele din urmă, toate aceste procese sunt o parte constituentă a rezultatului, unul dedicat „creării valorii pentru client”. Acest obiectiv este accelerat prin gestionarea proceselor de afaceri, fapt care are ca scop analiza, îmbunătățirea și promulgarea proceselor de afaceri.

## Istoric

### Adam Smith
O descriere importantă din 1776 a proceselor a fost cea oferită de către economistul Adam Smith în celebrul său exemplu al unei fabrici de ace. Inspirat de un articol din lucrarea Encyclopédie a lui Diderot, Smith a descris producția unui ac în felul următor :
„Cineva poate să se ocupe cu trefilarea, altul cu îndreptarea acelor, un al treilea le taie, al patrulea le ascute la capăt, al cincilea le pilește la capăt pentru a le fi atașată gămălia; producerea gămăliei poate necesita două sau trei operațiuni distincte, iar atașarea ei, o afacere în sine; vopsitul gămăliilor în alb, o alta […]  astfel, importantul proces de producere a unui ac cu gămălie poate fi divizat în aproximativ 18 operațiuni distincte, care, în anumite manufacturi, sunt, fiecare, realizate de altă persoană - deși, în altele, se poate ca o singură persoană să se ocupe de două sau trei operațiuni.”
De asemenea, Smith a recunoscut pentru prima dată modul în care producția poate fi crescută prin utilizarea diviziunii muncii. Anterior, într-o societate în care producția era dominată de bunuri artizanale, un singur om îndeplinea toate activitățile necesare în timpul procesului de producție, pe când Smith a descris modul în care munca era divizată într-un set de sarcini simple, care urmau să fie îndeplinite de lucrători specializați. Rezultatul diviziunii muncii în exemplul lui Smith a dus la creșterea productivității cu 24.000% după concluziile acestuia, adică același număr de muncitori a realizat de 240 de ori mai multe ace decât produceau înainte de introducerea diviziunii muncii.
Smith nu a pledat propriu-zis pentru această idee a diviziunii muncii. Nivelul adecvat de divizare a sarcinilor a fost definit prin proiectarea experimentală a procesului de producție. Spre deosebire de punctul de vedere al lui Smith, care se limita la același domeniu funcțional și cuprindea activități care se succed direct în procesul de manufactură, procesul conceptual din zilele noastre include inter-funcționalitatea drept o caracteristică importantă. Ca urmare a ideilor sale, diviziunea muncii a fost adoptată pe scară largă, în timp ce integrarea sarcinilor într-un proces funcțional, sau inter-funcțional, nu a fost considerată o alternativă decât mult mai târziu .

### Frederick Winslow Taylor
La începutul secolului XX, inginerul american Frederick Winslow Taylor⁠(d) a influențat și îmbunătățit considerabil calitatea proceselor industriale. Principiile sale de management științific, cunoscut și drept Taylorism, s-au axat pe standardizarea proceselor, pe formarea sistematică și pe definirea clară a rolurilor îndeplinite de conducere și de angajați. Metodele sale au fost adoptate pe scară largă în Statele Unite, Rusia și în unele părți ale Europei și au dus la dezvoltări ulterioare, cum ar fi „studiul timpului și al mișcării” și tehnicile vizuale de optimizare a sarcinilor, precum diagramele Gantt.

### Peter Drucker
În cea de a doua parte a secolului al XX-lea, expertul in management, Peter Drucker, și-a axat mare parte din eforturi pe simplificarea și decentralizarea proceselor, ceea ce a dus la conceptul de externalizare. De asemenea, el a inventat conceptul de „lucrător al cunoașterii” – diferit față de lucrătorii manuali – și cum administrarea cunoștințelor ar deveni parte a proceselor unei entități.  

### Alte definiții
Davenport⁠(d) (1993)  definește procesele (de afaceri) astfel:
„este pur și simplu un ansamblu structurat de activități menite să producă un anumit rezultat pentru un anumit client sau o anumită piață. Pune mult accent pe cum este făcută munca într-o organizație. Un proces este, așadar, o ordonare specifică de activități de muncă, derulate în timp și spațiu, cu un început, un sfârșit, iar intrările și ieșirile (procesului) sunt în mod clar identificate, rezultând un cadru pentru măsuri [...] Adoptarea unei abordări axată pe procese implică luarea în considerare a opiniei clientului. Operațiile sunt structura după care o afacere face ceea ce este necesar pentru a produce beneficii clienților săi.”
Această definiție conține anumite caracteristici pe care un proces trebuie să le dețină. Acestea sunt atinse prin concentrarea pe logica întregului proces (cum se produce lucrul), în locul perspectivei axate pe produs (ce este produs). Urmând definiția lui Davenport se poate concluziona că o operație trebuie să aibă limite clar definite, precum investiția si produsul finit, că este alcătuită din mai multe părți, activități, care sunt ordonate în timp și spațiu, că trebuie sa existe un receptor al rezultatului procesului – un client – și că transformarea ce are loc datorită operației trebuie să îi ofere valoare clientului.

Definiția lui Hammer & Champy (1993)  o completează pe cea a lui Davenport. Ei definesc un proces drept:
„o colecție de activități care preiau una sau mai multe tipuri de intrări și creează o ieșire, astfel contribuind la furnizarea de valoare pentru client”
După cum putem observa, Hammer și Chompy au o percepție orientată mai mult spre transformare, astfel pun mai puțin accent pe componenta structurală, pe limitele procesului cât și pe ordinea activităților in timp și spațiu. Rummler & Brache (1995) folosesc o definiție care își îndreaptă atenția spre elementele externe ale organizației, precum clienții, afirmând că:
„procesul de afaceri reprezintă o serie de măsuri menite a produce un produs sau serviciu. Cele mai multe procese [...] sunt trans-funcționale, adică se întind pe ≪spațiul alb≫ dintre elementele unei organigrame. Unele procese conduc la realizarea unui produs sau serviciu care este destinat unui client extern unei organizații, acestea fiind denumite procese primare. Alte procese produc produse care sunt invizibile pentru clientul extern, dar sunt esențiale pentru gestionarea eficientă a activității, acestea purtând denumirea de procese de sprijin”
Definiția de mai sus numește două tipuri de procese, cele primare și cele de susținerere, acestea depinzând de implicarea directă în valoarea impusă de client sau în activitățile interne ale afacerii. În această ordine de idei, definiția lui Rummler și Brache urmează lanțul de valoare al lui Porter, care, de asemenea, menționează o diviziune între activitățile primare și secundare. Potrivit lui Rummler și Brache, o caracteristică tipică unei organizații de succes bazată pe procese de afaceri este absența activităților secundare în fluxul de valori creat de operațiile primare orientate spre clienți. Caracteristica proceselor ce cuprind  „zona albă’’ de pe organigramă indică faptul că procesele de afaceri sunt incorporate în structura organizațională. De asemenea, un proces poate fi interfuncțional, adică poate avea mai multe funcții în cadrul afacerii.
Johansson și colab. (1993) definește un process de afaceri astfel:
„set de activități înrudite care aplică o transformare pe o intrare, astfel rezultând o ieșire, iar în mod ideal acea transformare ar trebui să adauge valoare intrării și să creeze o ieșire care este mai utilă și mai eficientă beneficiarului fie din amonte (utilizatorul final), fie din aval (furnizorului).”
Acestă definiție pune accent și pe legăturile dintre activități și transformările care au loc în cadrul proceselor de afaceri. Johansson et al. include și partea de amonte a lanțului de valori ca un posibil destinatar al concluziilor proceselor. Rezumând toate cele patru definiții, se poate crea următoarea listă de caracteristici ale procesului de afaceri:
1. Abilitate de a fi definit: Trebuie să aibă limite bine definite, intrări și ieșiri.
2. Ordine: Trebuie să fie compusă din activități ce sunt ordonate după poziția lor în timp și spațiu.
3. Client: Trebuie să existe un destinatar al rezultatului procesului.
4. Să adauge valoare: Transformarea care are loc în proces trebuie să-i fie de folos clientului, fie în amonte, fie în aval.
5. Încorporare: O operație nu poate exista de una singură, trebuie să fie încorporată într-o structură organizațională.
6. Inter-funcționalitate: O operație poate, dar nu mereu, să aibă mai multe funcții.

Adesea, identificarea unui proprietar de proces, (adică persoana responsabilă pentru mentenanța operației) este considerată o condiție prealabilă. Câteodată proprietarul de proces poate fi chiar același om care o îndeplinește.

## Concepte conexe

### Flux de lucru
Fluxul de lucru este mișcarea procedurală a informațiilor, materialelor și sarcinilor de la un participant la altul. Fluxul de lucru include procedurile, persoanele și instrumentele implicate în fiecare etapă a unui proces de afaceri. Un singur flux de lucru poate fi fie secvențial, fiecare etapă depinzând de finalizarea celei anterioare, fie paralel, mai multe etape având loc simultan. Mai multe combinații de fluxuri de lucru unice pot fi conectate pentru a obține un rezultat al procesului per ansamblu.

### Reingineria proceselor de afaceri
Reingineria proceselor de afaceri (BPR⁠(d)) a fost inițial conceptualizată de Hammer și Davenport ca mijloc de îmbunătățire a eficienței și productivității organizaționale. Aceasta poate implica pornirea de la o „tabula rasa” și recrearea completă a principalelor procese de afaceri, sau poate implica compararea procesului „așa cum este” cu procesul „care va fi” și modificarea traseului de la unul la altul. Adesea, BPR implică utilizarea tehnologiei informației pentru a asigura o îmbunătățire semnificativă a performanței. Din păcate, la mijlocul anilor ‘90, termenul a fost asociat cu „reduceri de personal” în cadrul întreprinderilor.

### Managementul proceselor de afaceri (BPM)
Deși termenul a fost folosit în mod contextual cu reacții mixte, „managementul proceselor de afaceri” (BPM) poate fi definit în general ca o disciplină care implică combinarea unei mari varietăți de fluxuri de activități de afaceri (de exemplu, automatizarea, modelarea și optimizarea proceselor de afaceri) cu scopul de a sprijinii obiectivele unei întreprinderi atât în interiorul cât și dincolo multiple limite, implicând o varietate de indivizi, de la angajați până la clienți și parteneri externi. O parte importantă a sprijinului acordat de BPM întreprinderii implică evaluarea continuă a proceselor existente și identificarea modalităților de îmbunătățire a acestora, ceea ce duce la un ciclu de îmbunătățire organizațională la nivel global.

### Managementul cunoașterii
Managementul cunoașterii reprezintă definirea cunoștințelor pe care angajații și sistemele le folosesc pentru a-și îndeplini funcțiile și menținerea acestora într-un format care poate fi accesat de alții. Duhon și Gartner Group au definit-o ca fiind „o disciplină care promovează o abordare integrată pentru identificarea, captarea, evaluarea, recuperarea și partajarea tuturor activelor informaționale ale unei întreprinderi. Aceste active pot include baze de date, documente, politici, proceduri, expertiză și experiență necapturate anterior în cadrul lucrătorilor individuali”.
Serviciul de relații cu clienți
Serviciul de relații cu clienții este o componentă cheie a unei afaceri și a unui plan de afaceri eficient. În secolul XXI, serviciul clienți este în continuă evoluție și este important pentru o firmă să crească odată cu baza sa de clienți. Nu doar prezența pe social media contează, ci și comunicarea clară, stabilirea clară a așteptărilor, viteza de reacție și acuratețea. În cazul în care serviciul pentru clienți oferit de o afacere nu este eficient, acest lucru poate fi în detrimentul succesului afacerii.

### Managementul calității totale
Managementul calității totale (TQM)  a apărut la începutul anilor `80, când organizațiile urmăreau să își îmbunătățească calitatea produselor și serviciilor. A fost mai apoi urmată de metodologia Six Sigma la mijlocul anilor `80, introdusă prima dată de Motorola. Six Sigma constă în metode statistice care îmbunătățesc procesele de afaceri și, prin urmare, reduc posibilitatea existenței unui rezultat defectuos. „Abordarea eficientă” a managementului calității a fost introdusă de către Compania de autoturisme Toyota în anii `90 și s-a focusat pe nevoile clienților și reducerea risipei  .
Crearea unei identități de brand puternice prin intermediul rețelelor de socializare
Dezvoltarea unei identități de brand puternice prin platformele de social media este esențială pentru a conduce o afacere de succes. Utilizând rețelele sociale, companiile pot promova și comercializarea produselor și serviciilor lor, obținând în același timp feedback și perspectiva consumatorilor. „Conform unui sondaj realizat de Salesforce, 85% dintre consumatori efectuează cercetări înainte de a cumpăra ceva online, iar printre cele mai utilizate canale de cercetare se numără site-urile web (74%) și rețelele sociale (38%). În consecință, companiile trebuie să aibă o strategie online eficientă pentru a crește popularitatea brandului și pentru a se dezvolta”. (Paun, 2020) 
Clienții se implică și interacționează prin intermediul rețelelor de socializare, iar companiile care fac parte efectiv din mediul social conduc tot mai multe afaceri de succes. Cele mai comune site-uri de socializare care sunt folosite pentru afaceri sunt Facebook, Instagram și Twitter. Afacerile cu cea mai puternică recunoaștere a brand-ului și implicare a consumatorului își construiesc prezențe sociale pe toate aceste platforme.
Resurse: Paun, Goran (2020). Construirea unui brand: De ce o prezență digitală puternică este importantă. Forbes 

### Resursele informatice facilitează managementul proceselor de afaceri
În decursul anilor, progresele în tehnologia informației au adus la schimbări semnificative în ceea ce privește procesele de afaceri, atât în interiorul companiilor, cât și în relațiile dintre acestea. În anii '60, sistemele de operare erau limitate în funcționalitate, iar orice sistem de gestionare a fluxului de lucru era adaptat la nevoile specifice ale organizației respective. În anii '70-'80, s-a observat o dezvoltare a abordărilor bazate pe date, odată cu progresul tehnologiilor de stocare și recuperarea informațiilor. Modelarea datelor, mai degrabă decât modelarea proceselor a fost punctul de plecare pentru construirea unui sistem de informații. A fost necesară adaptarea proceselor de afaceri la tehnologia informației, deoarece modelarea proceselor a fost neglijată. Trecerea către managementul orientat către procese a avut loc in anii `90. Software-urile de planificare a resurselor pentru întreprinderi cu componente de gestionare a fluxurilor de lucru, cum ar fi SAP, Baan, PeopleSoft, Oracle și JD Edwards au apărut ulterior, precum și sistemele de management al proceselor de afaceri (BPMS).
Lumea afacerilor electronice a creat nevoia de a automatiza procesele de afaceri în cadrul organizațiilor, ceea ce a amplificat necesitatea de reglementări standardizate și limbaje de compunere a serviciilor web care să poată fi înțelese în întreaga industrie. Notația Modelării Proceselor de Afaceri (BPMN) și Modelul de Motivație în Afaceri (BMM) sunt tehnici standard, utilizate pe scară largă, pentru modelarea afacerilor  . Grupul de lucru pentru domeniul modelării și integrării afacerilor (The Business Modeling and Integration Domain Task Force sau BMI DTF) este un consorțiu de furnizori și companii utilizatoare care continuă să colaboreze împreună pentru a dezvolta standarde și specificații menite să promoveze colaborarea și integritatea dintre oameni, sisteme, procese și informații, atât în cadrul întreprinderilor, cât și între acestea.
Cele mai recente tendințe în BPM sunt influențate de apariția tehnologiei cloud, răspândirea rețelelor de socializare, tehnologia mobilă și dezvoltarea tehnicilor analitice. Tehnologiile bazate pe cloud permit companiilor să achiziționeze rapid resurse în funcție de necesități și independent de locația lor. Rețelele sociale, site-urile web și telefoanele sunt cele mai noi canale prin care organizațiile ajung și susțin relația cu clienții lor. Abundența de date despre clienți, colectate prin aceste canale, precum și prin interacțiunile din centrele de apel, e-mailuri, apeluri vocale și sondaje de opinie ale clienților, au condus la o creștere semnificativă a analizei datelor, care la rândul său este utilizată pentru managementul performanței și îmbunătățirea modalităților în care compania își deservește clienții.

## Importanța lanțului de procese
Procesele de afaceri sunt compuse dintr-un set de sub-procese sau acțiuni succesive cu traiectorii alternative, în conformitate cu anumite criterii, după cum este cazul, desfășurate pentru a atinge un anumit obiectiv sau pentru a aduce anumite rezultate. Intrările și ieșirile pot fi preluate de la alte procese de afaceri sau transmise către acestea, alte unități organizaționale sau părți interesate la nivel intern sau extern:
Procesele de afaceri sunt concepute pentru a fi gestionate de una sau mai multe unități funcționale și evidențiază importanța „lanțului de procese” mai mult decât cea a unităților individuale.
În general, sarcinile unui proces de afaceri pot fi realizate în două moduri distincte:
1. manual
2. în cadrul sistemelor de prelucrare a datelor de afaceri, cum ar fi sistemele de tip ERP (Enterprise Resource Planning - Planificarea Resurselor Întreprinderii)

În mod normal, o parte dintre operațiuni vor fi manuale, în timp ce altele vor fi computerizate, iar acestea pot fi organizate în diverse modalități. Cu alte cuvinte, datele și informațiile prelucrate în cadrul procesului pot fi transmise prin sarcini manuale sau computerizate oricare ar fi ordinea lor. 

## Politici, procese și proceduri
Aspectele de mai sus privind măsurile de optimizare se aplică în egală măsură și politicilor, proceselor, procedurilor detaliate (sub-procese/ sarcini) și instrucțiunilor de lucru. Există o reacție de tip cascadă a măsurilor de îmbunătățire realizate la un nivel superior asupra celor realizate la un nivel inferior. 
Spre exemplu, dacă o recomandare vizând înlocuirea unei anumite politici cu una mai bună este justificată în mod corespunzător și acceptată majoritar de responsabilii proceselor de afaceri, atunci modificările aferente în procesele și procedurile ulterioare se vor efectua în mod firesc pentru a permite implementarea politicilor respective.

## Raportul - baza fundamentală pentru realizarea activităților de execuție
Procesele de afaceri trebuie să includă rapoarte exacte și actualizate pentru a asigura eficiența operațiunilor. Un exemplu în acest sens ar fi existența rapoartelor privind starea comenzilor pentru monitorizarea aprovizionării de către furnizori, așa cum este descris în secțiunea de mai sus privind performanța. Există nenumărate exemple în acest sens în orice proces de afaceri.
Un alt exemplu din sectorul de producție este procesul de analizare a cazurilor de rebut care apar în interiorul liniei de fabricație. Acest proces ar trebui să includă o analiză periodică și sistematică a respingerilor în funcție de motive și să prezinte rezultatele într-un raport informativ corespunzător. Acest raport ar trebui să evidențieze motivele principale și posibila evoluție a acestora, astfel încât conducerea să poată lua o serie de măsuri corective pentru a controla numărul de rebuturi și să le poată menține în limite rezonabile. Este incontestabil faptul că un astfel de proces de analiză și sinteză a cazurilor de respingere pe linia de producție este net superior unui proces care se rezumă numai la examinarea fiecărui caz în parte, pe măsură ce se produce.
Proprietarii proceselor de afaceri și personalul operativ ar trebui să înțeleagă că perfecționarea acestor procese are loc prin introducerea unor rapoarte tranzacționale, operaționale, de evidențiere, de excepție sau a unui sistem informațional de management (MIS) adecvat, cu mențiunea ca acestea să fie utilizate în mod responsabil pentru luarea deciziilor curente sau periodice. Prin această conștientizare, se dorește deschiderea înspre a investi timp și alte resurse pentru îmbunătățirea proceselor de afaceri prin introducerea unor sisteme de raportare utile și relevante.

## Teorii și concepte adiționale

### Arie de Control
Aria de control reprezintă numărul de persoane pe care le gestionează un superior pe schema ierarhică din cadrul unei structuri organizaționale. Introducerea unui concept referitor la procesul de afaceri are un efect deosebit asupra elementelor structurale ale organizației și, prin urmare, și asupra ariei de control.
Marile întreprinderi care nu sunt structurate ca piețe trebuie să fie organizate în unități de dimensiuni mai mici - departamente - ce pot fi definite în funcție de diverse criterii.

### Concepte de gestionare a informațiilor
Managementul informației și strategiile privind infrastructura organizațională reprezintă un pilon fundamental al conceptului teoretic referitor la procesele de afaceri, având nevoie de „un cadru pentru evaluarea nivelului de asistență IT pentru procesele de afaceri”.

## Linkuri externe
- Materiale media legate de Procesul de afaceri la Wikimedia Commons